# Alpi Marittime e Prealpi di Nizza
Le Alpi Marittime e Prealpi di Nizza sono una sezione alpina definita dalla SOIUSA, dette anche Alpi Marittime i.s.a. (ovvero Alpi Marittime in senso ampio).

## Classificazione
Secondo la Partizione delle Alpi del 1926 le Alpi Marittime formano una sezione alpina che comprende anche le Alpi Liguri.
La SOIUSA considera autonoma la sezione delle Alpi Liguri ed ha voluto esplicitare maggiormente anche la natura prealpina di questa sezione.
La classificazione della SOIUSA è la seguente:
- Grande parte = Alpi Occidentali
- Grande settore = Alpi Sud-occidentali
- Sezione = Alpi Marittime e Prealpi di Nizza
- Codice = I/A-2

## Suddivisione

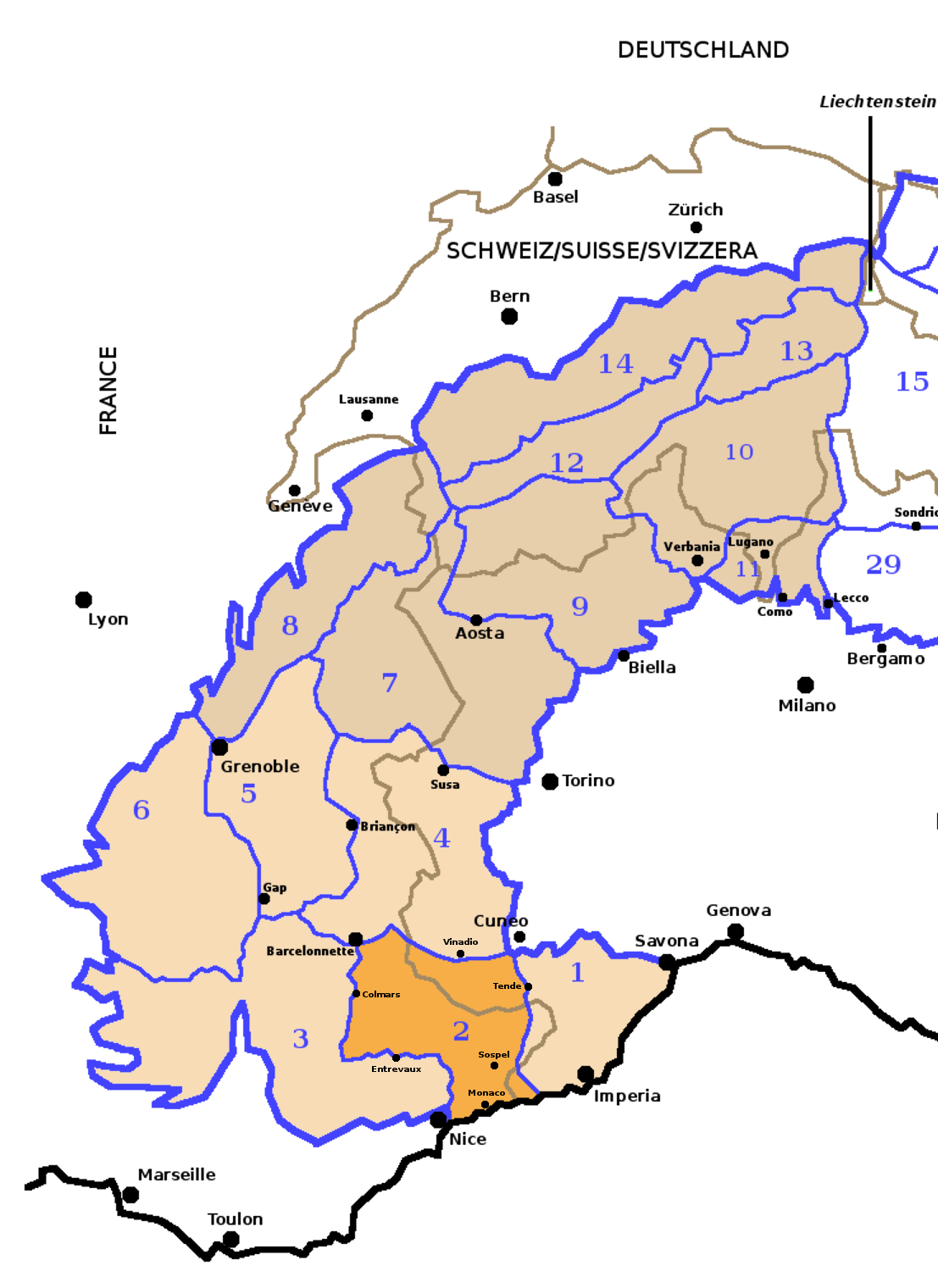
Inquadramento della sezione Alpi Marittime e Prealpi di nizza all'interno della grande parte delle Alpi Occidentali

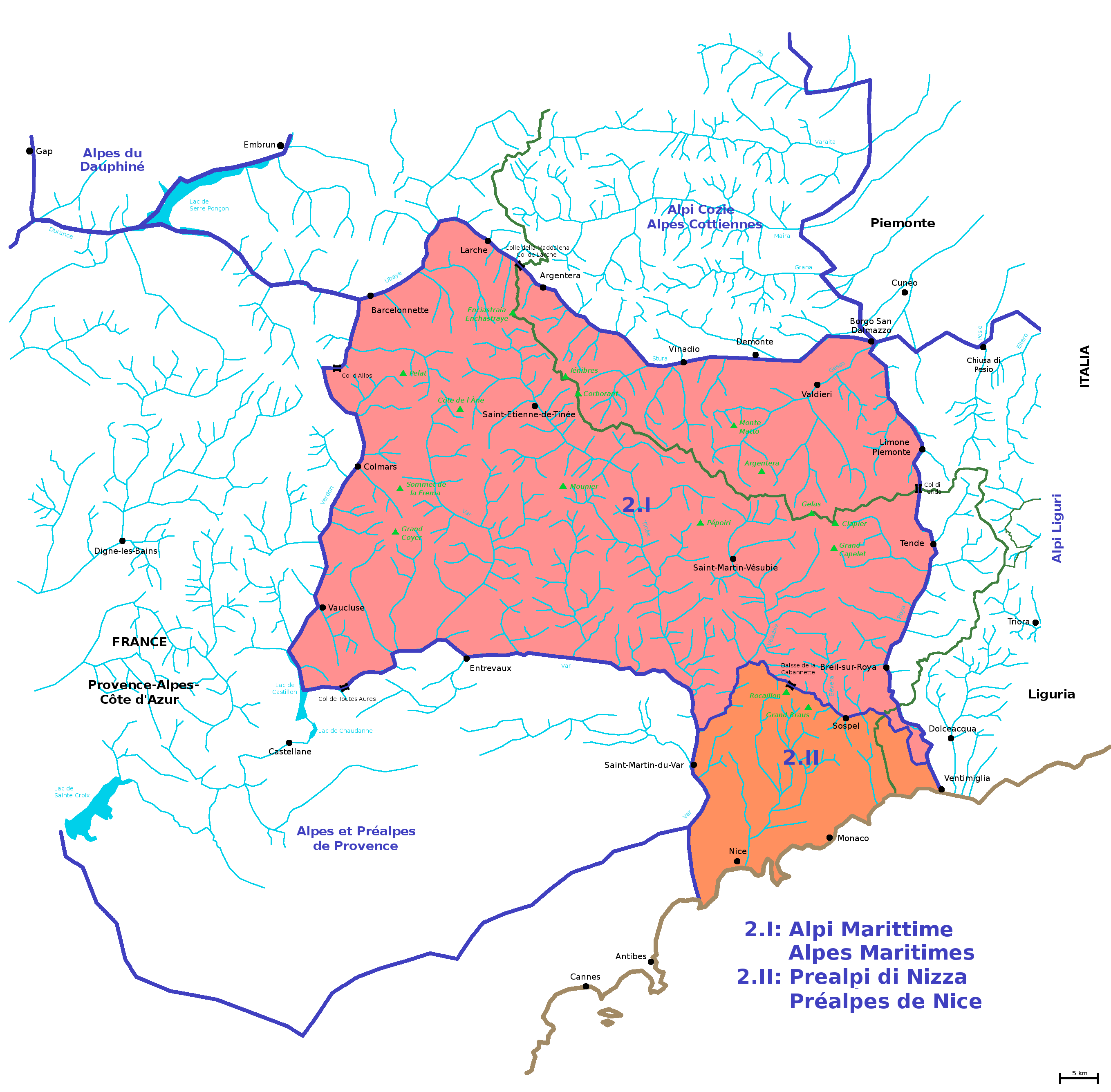
Carta schematica della sezione Alpi Marittime e Prealpi di Nizza con evidenziate le due sottosezioni Alpi Marittime (2.I) e Prealpi di Nizza (2.II)

Le Alpi Marittime e Prealpi di Nizza si dividono in due sottosezioni e sei supergruppi:
- Alpi Marittime
  - Gruppo Gelas-Grand Capelet
  - Catena Argentera-Pépoiri-Matto
  - Catena Corborant-Tenibres-Enciastraia
  - Catena Côte de l'Ane-Mounier
  - Catena Pelat-Frema-Grand Coyer
- Prealpi di Nizza
  - Catena Rocaillon-Grand Braus.

## Confini

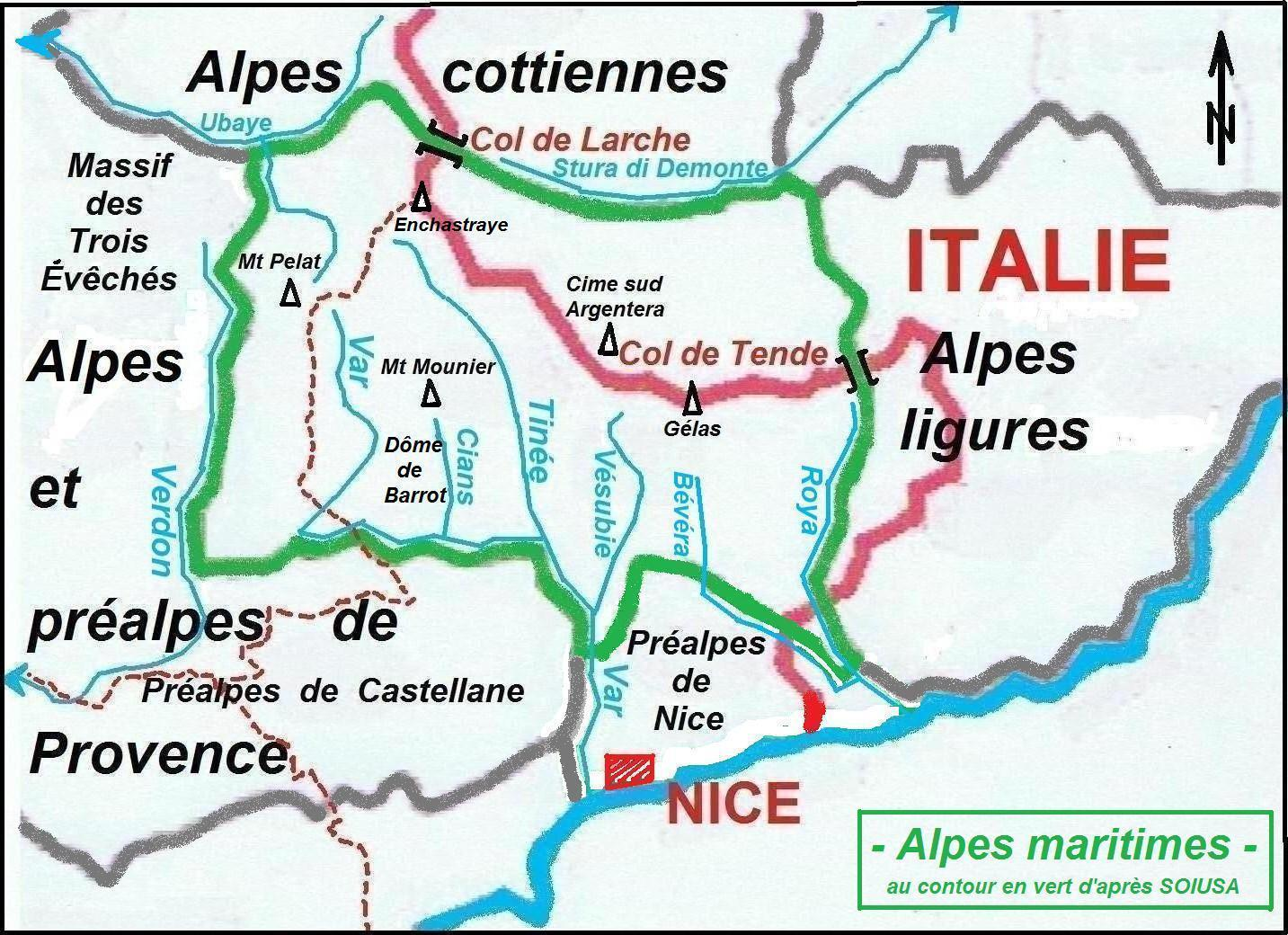
Carta delle Alpi Marittime all'interno della sezione Alpi Marittime e Prealpi di Nizza.

La sezione delle Alpi Marittime e Prealpi di Nizza è delimitata:
- ad est, dalle valli Vermenagna e Roia, che la separano dalle Alpi Liguri
- a sud, dalla valle del Varo, che la separa dalle Alpi e Prealpi di Provenza
- ad ovest, dalla valle del Verdon, che la separa dalle Alpi e Prealpi di Provenza
- a nord, dalle valli dell'Ubaye e della Stura di Demonte, che la separano dalle Alpi Cozie

All'interno, la linea di divisione tra le due sottosezioni passa per le valli dei fiumi Vesubia e Bevera, collegandole attraverso il colle della Baisse de la Cabanette.
Solamente le Alpi Marittime si trovano lungo la catena principale alpina; infatti le Prealpi di Nizza si staccano a sud.